# هواگرد آزمایشی

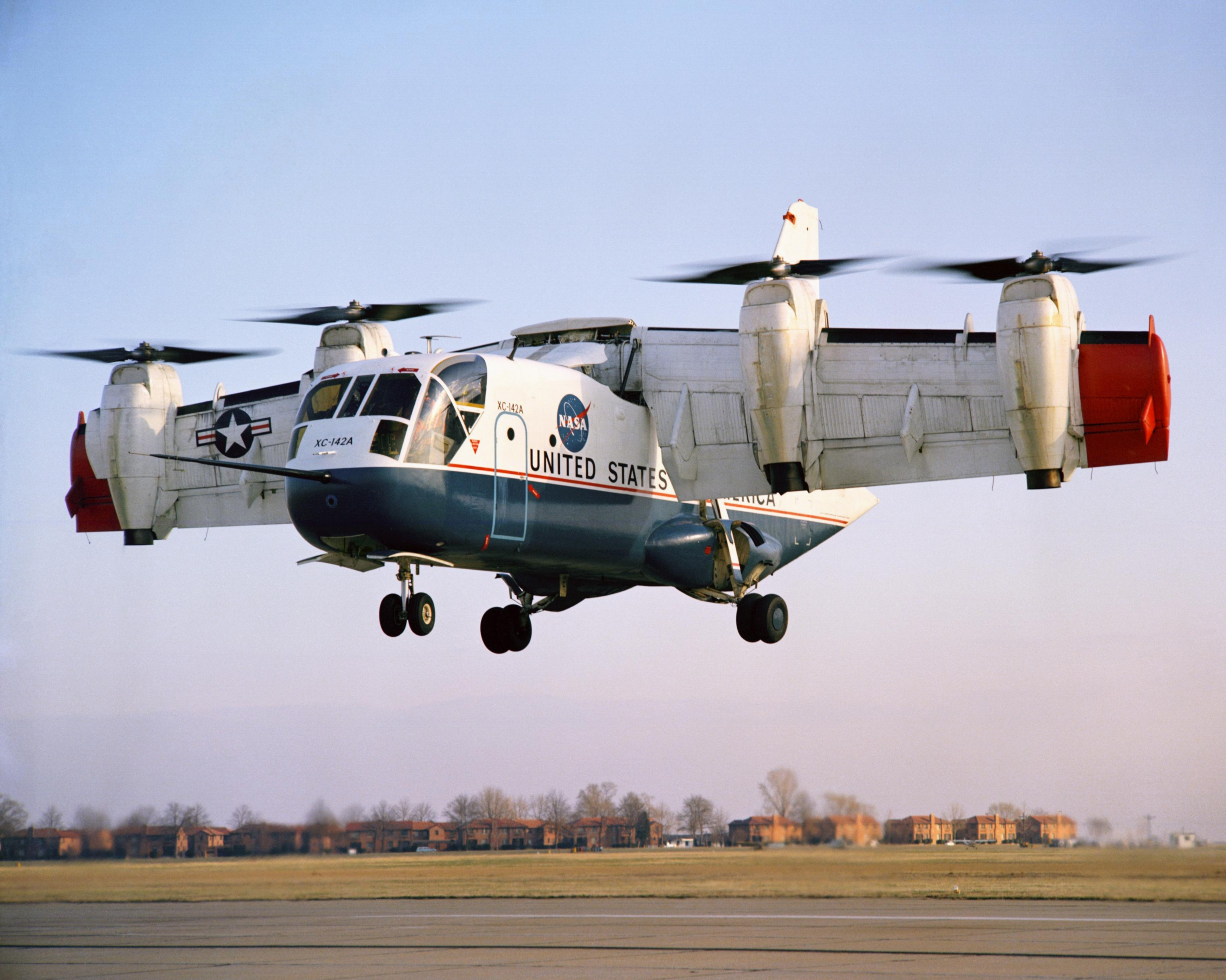
یک فروند هواگرد آزمایشی عمودپرواز ال‌تی‌وی ایکس سی-۱۴۲

هواگرد آزمایشی به هواگردی می‌گویند که تاکنون در پرواز به طور کامل آزمایش نشده است. این اصطلاح اغلب به تکنولوژی‌های نوین هوافضایی اشاره دارد که در حال آزمایش روی یک هواگرد هستند گرچه کاربرد آن اصطلاح گسترده‌تر است.
همچنین عبارت "هواگرد آزمایشی" به هواگردی که با استفاده از بخش "آزمایشی" گواهی صلاحیت پرواز پرواز می‌کند نیز گفته می‌شود. در آمریکا این موضوع در مورد بیشتر هواپیماهای دست‌ساز صادق است زیرا طراحی بسیاری از آنها شبیه یکدیگر است.
منظور از هواگرد تحقیقاتی یعنی هواپیماهایی که برای مقاصد علمی مانند بررسی آب و هوا یا ژئوفیزیک استفاده می‌شوند.